# セルフアライニングトルク

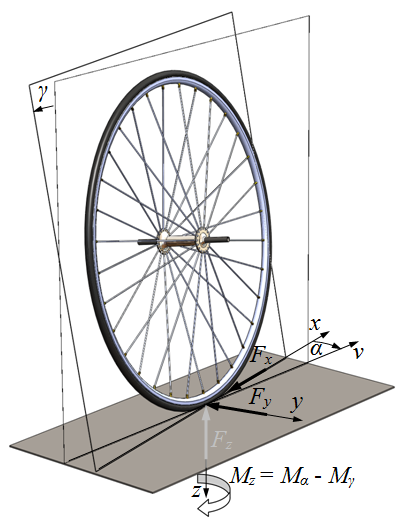
PacejkaとCossalterによるタイヤ解析のために使われた座標系。原点は3つの面（車輪中心面、地面、車軸に沿った垂直面）の交点である。x軸は地面と車輪中心面内にあり、おおよそ進行方向の前方を向いている。y軸も地面内にあり、上から見た時にx軸から時計回りに90° 回転している。z軸は地面に垂直で、原点から下向きである。セルフアライニングトルクらスリップ角、およびキャンバ角 も示されている。

セルフアライニングトルク（英語: self aligning torque、略称SAT 、記号Mz）は、タイヤが転がるときに発生するトルクで、タイヤを垂直軸の周りに回転させる性質がある。スリップ角が0でない場合、このトルクはタイヤが進行している方向に向く傾向があり、このことからこの名前が付けられた。
このトルクの大きさは、接地面によって生み出される横力と力が作用する車輪中心後方の距離の積として計算することができる。この距離はニューマチックトレールと呼ばれる。ゼロでない機械的トレールを持つ非垂直ステア軸の周りのステアリングトルクは、以下の式で与えられる。
(トレール + ニューマチックトレール) · cos(キャスタ角) · Fy
スリップ角やキャンバ角がゼロで路面が平坦であったとしても、タイヤの構造の非対称性や、接地面の形状や圧力分布の非対称性により、このトルクが発生する。一般に市販のタイヤでは、このトルクはスリップ角2〜4度で最大となり（この数値は多くの変数に依存する）、タイヤが最大側方力性能に達するとゼロになる。